# Hippolyte Taine
Hippolyte Adolphe Taine, o Hipólito Taine como es citado en las obras traducidas al español (Vouziers, Ardenas, 21 de abril de 1828 - París, 5 de marzo de 1893), fue un filósofo, crítico e historiador francés; es considerado uno de los principales teóricos del naturalismo. «Fue una de las figuras más influyentes de la vida intelectual de su época». Algunos autores contemporáneos consideran que, «en realidad, las ideas estéticas de Hipólito Taine parecen confinadas a la categoría de curiosidad histórica» más de un siglo después de su fallecimiento. «Su Filosofía del arte se ha convertido en curiosidad de anticuario y el problema representado por Taine se despacha fácilmente.»

## Biografía
Tras cursar estudios en París, durante algún tiempo fue profesor de Retórica en el Instituto de Poitiers y desde 1864 enseñó estética e historia del arte en la Escuela de Bellas Artes. Viajó por Inglaterra, Alemania e Italia, y en 1878 ingresó en la Academia.
En el terreno filosófico, Taine criticó la escuela de Victor Cousin, inspirándose en los «ideólogos» del siglo XVIII. En el tratado De l’intelligence (1870; De la inteligencia) desarrolló, en la línea de Auguste Comte y del positivismo de Stuart Mill, su pensamiento, tendente a fundar una psicología científica y experimental sobre bases fisiológicas. Estas ideas tuvieron una gran resonancia; en literatura constituyeron la base teórica del naturalismo y en ellas se inspiró Émile Zola desde su novela Teresa Raquin. Asimismo, Taine expuso los conceptos básicos de un método estético y crítico esencialmente casualista-determinista.
Después del Essai sur Tite-Live (1856; Ensayo sobre Tito Livio), en el célebre Essai sur les fables de La Fontaine (1860; Ensayo sobre las fábulas de La Fontaine), en la Histoire de la littérature anglaise (1864–1869; Historia de la literatura inglesa) y en las lecciones sobre arte flamenco, griego e italiano, recopiladas bajo el título Philosophie de l’art (1865–1869; Filosofía del arte), analizaba las obras artísticas y literarias considerándolas como el resultado de la raza, el ambiente (tanto físico como histórico-geográfico) y el momento (es decir, la suma de los datos preexistentes que condicionan el devenir histórico). Además, tendía a definir en cada autor la facultad dominante que le impulsaba a expresarse en una dirección determinada.
Este método tuvo muchos e inmediatos seguidores, pero pronto surgieron críticas del excesivo esquematismo y de la incapacidad de determinar adecuadamente los caracteres formales de una obra. No obstante los excesos teóricos, Taine demostró ser un crítico penetrante en las páginas que escribió acerca de Balzac y Stendhal y, en general, en los tres volúmenes de ensayos publicados entre 1858 y 1894.
Como historiador llevó a cabo, en los Origines de la France contemporaine (1876–1893; Orígenes de la Francia contemporánea), un severo examen de las causas que habían producido la decadencia de la sociedad francesa a partir de la Revolución de 1789, las cuales se habían puesto de manifiesto dramáticamente en la derrota infligida por Prusia en 1870. Junto con Ernest Renan, fue una de las figuras más influyentes de la vida intelectual francesa de su época. Un reflejo interesante de su personalidad lo dan sus notas de viaje y su correspondencia.
En España fueron muchas de sus obras traducidas y también ejerció una gran influencia en el mundo intelectual, como por ejemplo en Miguel de Unamuno, Ángel Ganivet y Emilia Pardo Bazán.

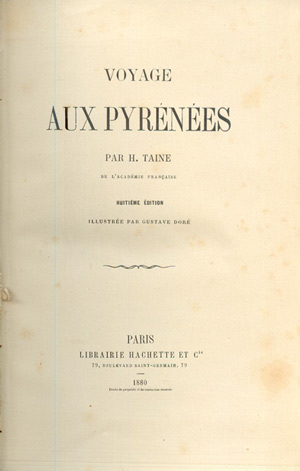
Primera página de la edición de 1880 de Voyage aux Pyrénées.
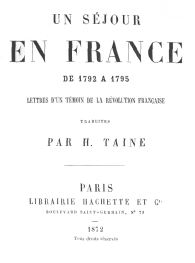
Primera página de Un séjour en France, 1872.

## Obras
- De personis platonicis (1853).
- La Fontaine et ses fables (1853 y 1861).
- Voyage aux Pyrénées (1855 y 1858).
- Essai sur Tite-Live (1856).
- Les Philosophes classiques du XIXe siècle en France (1857 y 1868).
- Essais de critique et d’histoire (1858 y 1882).
- Histoire de la littérature anglaise (1864).
- Philosophie de l’art (1865 y 1882), 4 vols., traducida al español como Filosofía del arte por F. Sempere, Valencia 1909. Esta obra «ha sido aceptada como el paradigma de las sociologías decimonónicas del arte.»[5][6]
- Nouveaux essais de critique et d’histoire (1865 y 1901).
- Voyage en Italie (1866), traducida al españo como Viaje a Italia
- Note sur Paris. Vie et opinions de M. Frédéric-Thomas Graindorge (1867), traducido al español como Notas sobre París : vida y opiniones de M.Federico Tomas Graindorge.[7]
- Philosophie de l'art dans les Pays-Bas. París, Germer Baillière, 1869.
- De l’intelligence (1870).
- Un séjour en France de 1792 à 1795. [Lettres d’un témoin de la Révolution française, traduites de l’anglais] (1872).
- Notes sur l’Angleterre (1872).
- Les origines de la France contemporaine:
  - L’ancien régime (1875)
  - La révolution: I — l’anarchie (1878)
  - La révolution: II — La conquête jacobine (1881)
  - La révolution: III — Le gouvernement révolutionnaire (1883)
  - Le régime moderne (1890–1893)
- Derniers essais de critique et d’histoire (1894)
- Carnets de voyage, notes sur la province (1863–1865 y 1897)
- Etienne Mayran (1910), fragmentos
- H. Taine, sa vie et sa correspondance (1903–1907).